# Cartonero
Ne doit pas être confondu avec Cartonnage.
 (octobre 2012).
Si vous disposez d'ouvrages ou d'articles de référence ou si vous connaissez des sites web de qualité traitant du thème abordé ici, merci de compléter l'article en donnant les références utiles à sa vérifiabilité et en les liant à la section « Notes et références ».

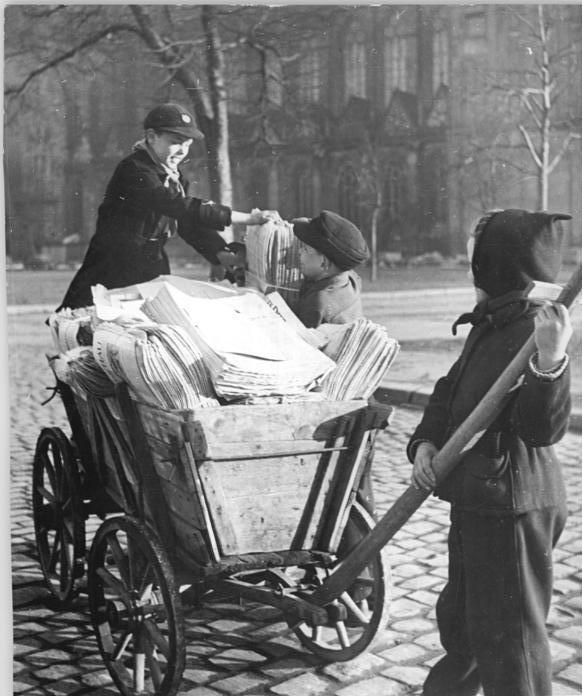
Illustration de 1955 en Allemagne

Le « cartonnage » (cartoneo, en espagnol) est le nom d’un métier qui consiste à collecter le carton et d’autres dérivés du papier, produits des résidus urbains ensuite utilisés pour le recyclage, dans les rues des villes. Même si ces matériaux sont les plus recherchés, le terme s’est ensuite étendu au travail qui consiste à chercher dans les résidus n’importe quel objet ou artefact qui peut se révéler utile ou avoir de la valeur. La personne qui réalise cette activité est dénommée cartonero, en espagnol. Il se différencie du travail de l’éboueur en ce qu’il est une entreprise individuelle non planifiée et non salariée, réalisée par des particuliers qui obtiennent ainsi de modestes rétributions de la vente du carton et de ses dérivés.
Cette activité est devenue très importante en Argentine, en particulier dans la ville de Buenos Aires et dans l’agglomération autour de Buenos Aires, dans la province du même nom, après l’aggravation de la crise économique et sociale depuis 1999 jusqu’à 2002. Son développement constitue une réponse aux problèmes du chômage et de la pauvreté extrême, qui ont touché de nombreux secteurs populaires. En 2002, on estimait à 40 000 le nombre de cartoneros à Buenos Aires.

## Approche sociale ducartoneo
Le cartoneo est en général pratiqué par des familles entières (y compris les enfants), qui font parfois usage d’animaux de charge, comme les chevaux, pour rendre plus facile le transport lourd. C’est pour cette raison que l’activité suscite des attitudes discordantes parmi ceux qui luttent contre le travail infantile et pour les droits des animaux d’un côté, et ceux qui mettent en avant les besoins urgents des cartoneros et justifient ainsi le travail infantile et le recours à des animaux de charge de l’autre côté. Pour ces derniers, la précarisation et le manque de ressources de ces secteurs rendent nécessaires, même si cela est à regretter, le recours au travail des enfants et des animaux ; la lutte doit se concentrer sur les causes de l’indigence, et non sur ses conséquences. Ainsi, beaucoup de cartoneros sont-ils victimes de discriminations et de mauvais traitements à cause de leur pauvreté et de leur aspect loqueteux qui contraste avec les quartiers riches et luxueux de la ville dans lesquels ils travaillent. Les cartoneros reflète bien les inégalités sociales à l’œuvre dans les pays comme l’Argentine.

## Conflit autour du «Train Blanc»
Le « Train Blanc » désignait des formations ferroviaires spéciales, sans sièges, qui transportaient tous les jours depuis 2001 entre 600 et 1000 cartoneros depuis divers points de la Province de Buenos Aires jusqu’à la gare de Retiro (ligne Mitre) ou de Once de Septiembre (ligne Sarmiento), dans la ville de Buenos Aires, et qui les ramenaient chez eux le soir avec les wagons remplis de matériaux, en contrepartie d’un abonnement bimensuel. L’entreprise pourvoyeuse du service, Trenes de Buenos Aires (TBA), suspendit d’abord le train blanc de la ligne Sarmiento, en juin 2006. Puis, en 2008, elle annonça la suspension des services de la ligne Mitre (depuis la gare José León Suárez et la gare de Tigre jusqu’à Retiro), à travers le communiqué suivant :
« TBA ne peut continuer à assurer le service des trains spéciaux sur la ligne Mitre aux cartoneros dans les conditions actuelles dans lesquelles il se fait, et les cartoneros devront comprendre qu’il est dangereux pour eux-mêmes de continuer à utiliser le train cartonero pour transporter leurs chariots ».
Cette décision provoqua un grand mal-être parmi les cartoneros, pour qui cela signifiait la perte de leur moyen de transport de moyenne et longue distance depuis zones du centre de la ville jusqu’à leurs logements en banlieue. En guise de réponse, plusieurs protestations déchaînèrent la capitale. Malgré un ordre datant du 28 décembre 2007 du juge porteño du Contentieux, de l’Administratif et du Tributaire Roberto Gallardo, qui enjoignait à l’entreprise de continuer d’offrir ce service, la compagnie ratifia sa décision et assura que le train blanc ne fonctionnerait plus, en raison d’ « actes de vandalisme » des cartoneros dans les wagons.

## L’expérience du MTE (Mouvement des Travailleurs Exclus)
Le Mouvement des Travailleurs Exclus est une organisation sociale, indépendante des partis politiques.
Elle regroupe aujourd’hui plus de 10 000 récupérateurs dans la ville Buenos Aires (Capitale Fédérale) et sa périphérie, en particulier de Lanus et Lomas de Zamora, et dans les principales agglomérations d'Argentine.
Le MTE s’est développé en 2002 en pleine crise économique, politique et sociale.
Après des années de lutte, comprenant d’innombrables heures de manifestation et même l’occupation pacifique de la maison du gouvernement, le MTE a enfin réussi à améliorer les conditions de travail de milliers de recycleurs, mais a aussi permis d’atteindre un système logique et approprié.
Anciennement les récupérateurs avaient de mauvaises conditions de travail, ainsi transportés par des camions au milieu même de toute leur marchandise.
Aujourd’hui ils connaissent une incitation au travail, portent des uniformes, et ont la possibilité de faire garder leurs enfants.
Grâce à la lutte du MTE et à la reconnaissance du travail des récupérateurs "cartoneros", ceux-ci ont réussi à acquérir des droits sociaux comme une subvention et une contribution de l’État pour ces travaux municipaux; et ainsi la possibilité d’avoir une garantie sociale avec une cotisation de retraite.
Les recycleurs du MTE sont organisés en équipes d’environ 60 personnes.
Chaque groupe s’occupe d’une zone de la ville, et chaque personne possède son propre matériel.
Ils travaillent donc de manière individuelle et autonome, libre de revendre leur propre marchandise.
(www.cartoneando.org.ar)

## Documentairecartonero
Le cartoneo a incité les auteurs Nahuel García, Sheila Pérez Giménez et Ramiro García à réaliser un film documentaire intitulé « Le train blanc » (coproduction argentino-espagnole, 2003), allusion au train qui transportait les cartoneros jusqu’à leur lieu de travail en ville. Le film reflète la vie quotidienne des cartoneros et leurs relations. Il offre de nombreux témoignages de ces travailleurs, qui aident à interpréter l’importance de ce phénomène social et représente une importante dénonciation politique.